# Sacea
Sacea (sau Sața, sfârșit de sec. XI) a fost conducătorul unei mici formațiuni statale din Dobrogea, unul din cei trei jupani pomeniți de Ana Comnena în opera „Alexiada”. El pare să fi domnit în zona Vicinei. 